# Međimurje (Region)

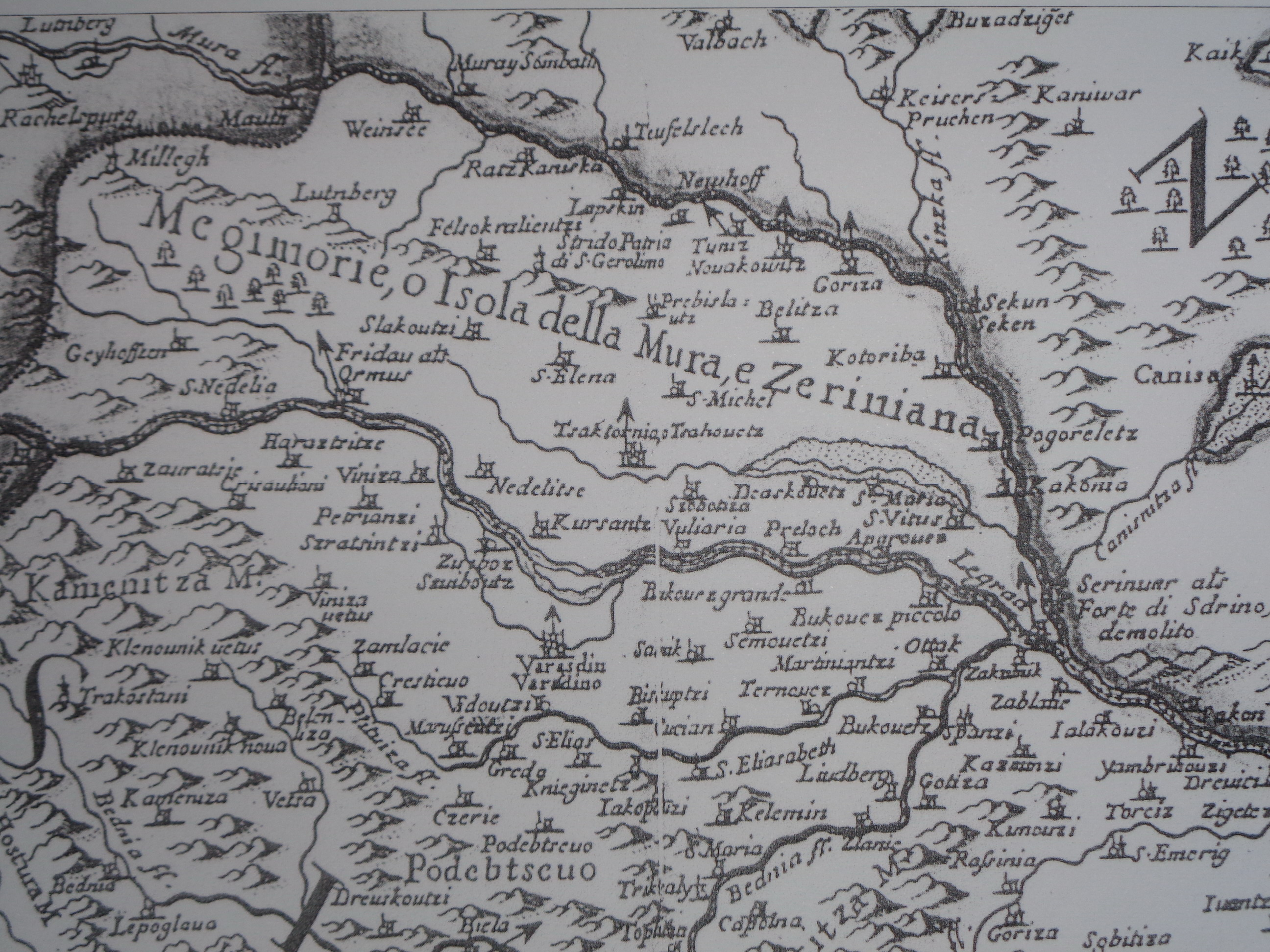
Međimurje (hier auf einer alten Landkarte aus dem Jahr 1690, mit dem Fluss Mur als Grenze zu Ungarn) ist nördlichster Teil Kroatiens

Die Međimurje [mɛˈdʑimuːrjɛ] ist eine kroatische historisch-geographische Gegend (Mikroregion) im äußersten Norden des Staates. Sie befindet sich zwischen zwei großen Flüssen, Mur und Drau, und deckt bzw. überschneidet sich größtenteils mit der gleichnamigen Verwaltungseinheit Gespanschaft Međimurje.

## Geografie

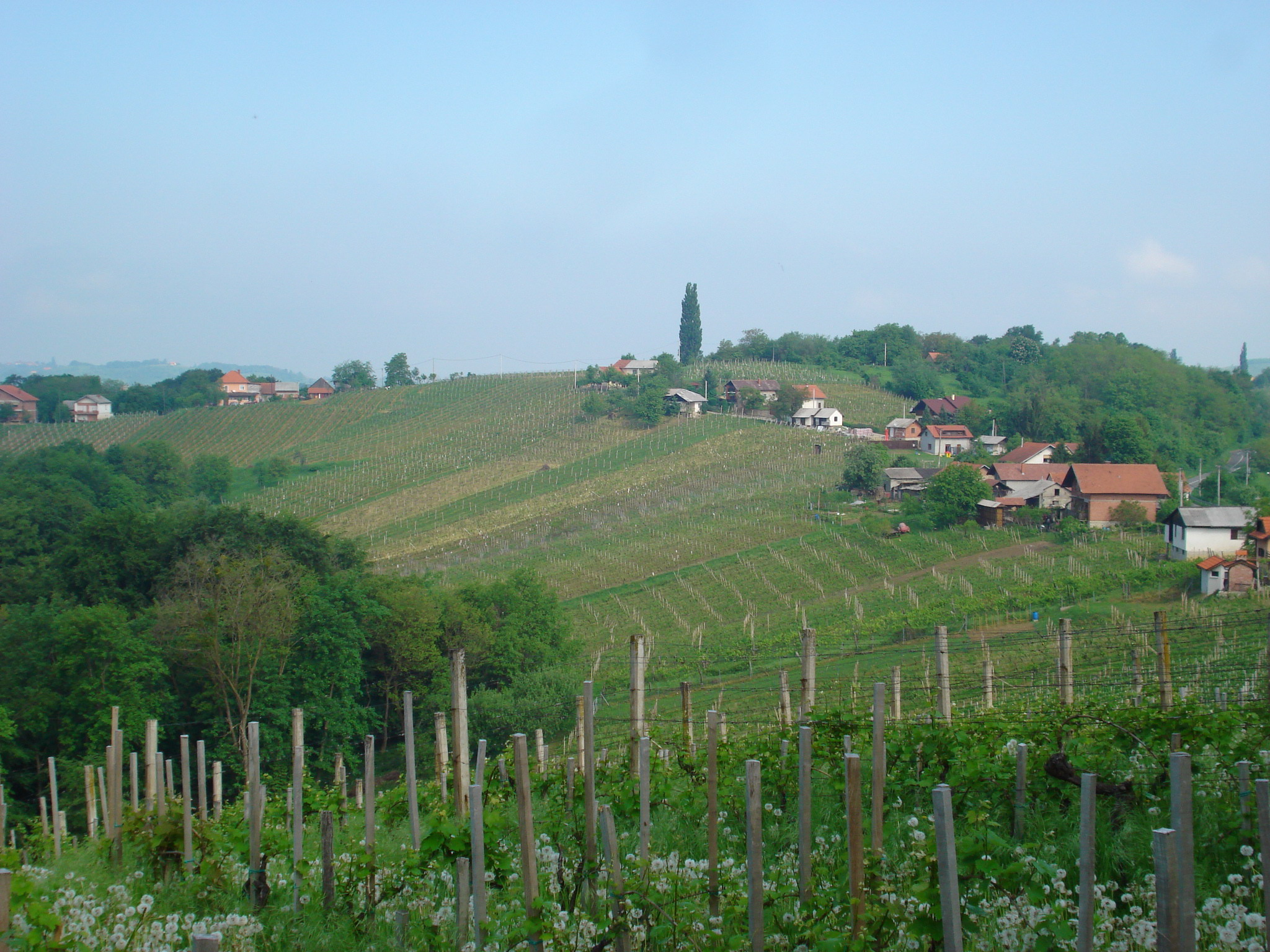
Typische Landschaft von der Obermeđimurje

Die Gegend besteht aus einer alluvialen Tiefebene im östlichen und südlichen Teil (sogenannte Dolnje Međimurje = Niedermeđimurje), und einem Hügelzug im Nordwesten. Der Hügelzug (namens Gornje Međimurje = Obermeđimurje oder Međimurske gorice = die Medjimurje Hügel) erstreckt sich in Nordwest-Südost-Richtung und gehört zu den östlichsten Ausläufern der Alpen. Mit dem höchsten Gipfel Mohokos (344 m) ist dieser Teil Međimurjes besonders wegen seiner Weinberge und Weinkeller bekannt. Die Region ist die Heimat des Međimurje-Pferdes (sog. Murinsulaner), das seinerzeit in der Habsburgermonarchie weit verbreitet war.
Die Tiefebene liegt etwa 120–150 Meter über dem Meeresspiegel und ist mit verhältnismäßig fruchtbaren Boden auf ihren Ackerflächen und Wiesen landwirtschaftlich genutzt. Dazu trägt ein kontinentales Klima bei, das in der Region herrscht, mit hohen  Temperaturen im Sommer und im Allgemeinen genug Regen, obwohl die landwirtschaftlichen Flächen manchmal zusätzlich auch bewässert werden müssen.

## Geschichte
Gemäß  archäologischen Befunden wurde Međimurje von der Jungsteinzeit und Bronzezeit besiedelt. Zu Zeiten der alten  Römer befanden sich hier die Ortschaften Aquama (nasse Stadt) – heute Čakovec – und Halicanum – heute Sveti Martin na Muri, – zwei Militärvorposten und Legionärslager. Im Mittelalter und in der frühen Neuzeit herrschten mehrere Adelsfamilien, darunter die Grafen Čak, die Herzöge Lacković, die Grafen Celjski, Ernušt, Zrinski, Altan sowie Feštetić, über die Herrschaft Međimurje.
Zeitweise befand sich die Gegend verwaltungsgemäß innerhalb des ungarischen Komitats Zala. 1848 befreite sie Josip Jelačić, Ban von Kroatien, von den Ungarn und schloss sie an Kroatien an. Von 1861 bis 1918 gehörte es wieder zur ungarischen Verwaltung, und danach zum Königreich der Serben, Kroaten und Slowenen (später ab 1929 Königreich Jugoslawien genannt). Von 1941 bis 1945 befand sich die Gegend unter ungarischer Besetzung. 1945 wurde sie befreit und als Teil der Volksrepublik Kroatien an das sozialistische Jugoslawien angeschlossen. Seit 1991 ist Međimurje ein Teil des Territoriums der gegenwärtigen Republik Kroatien.

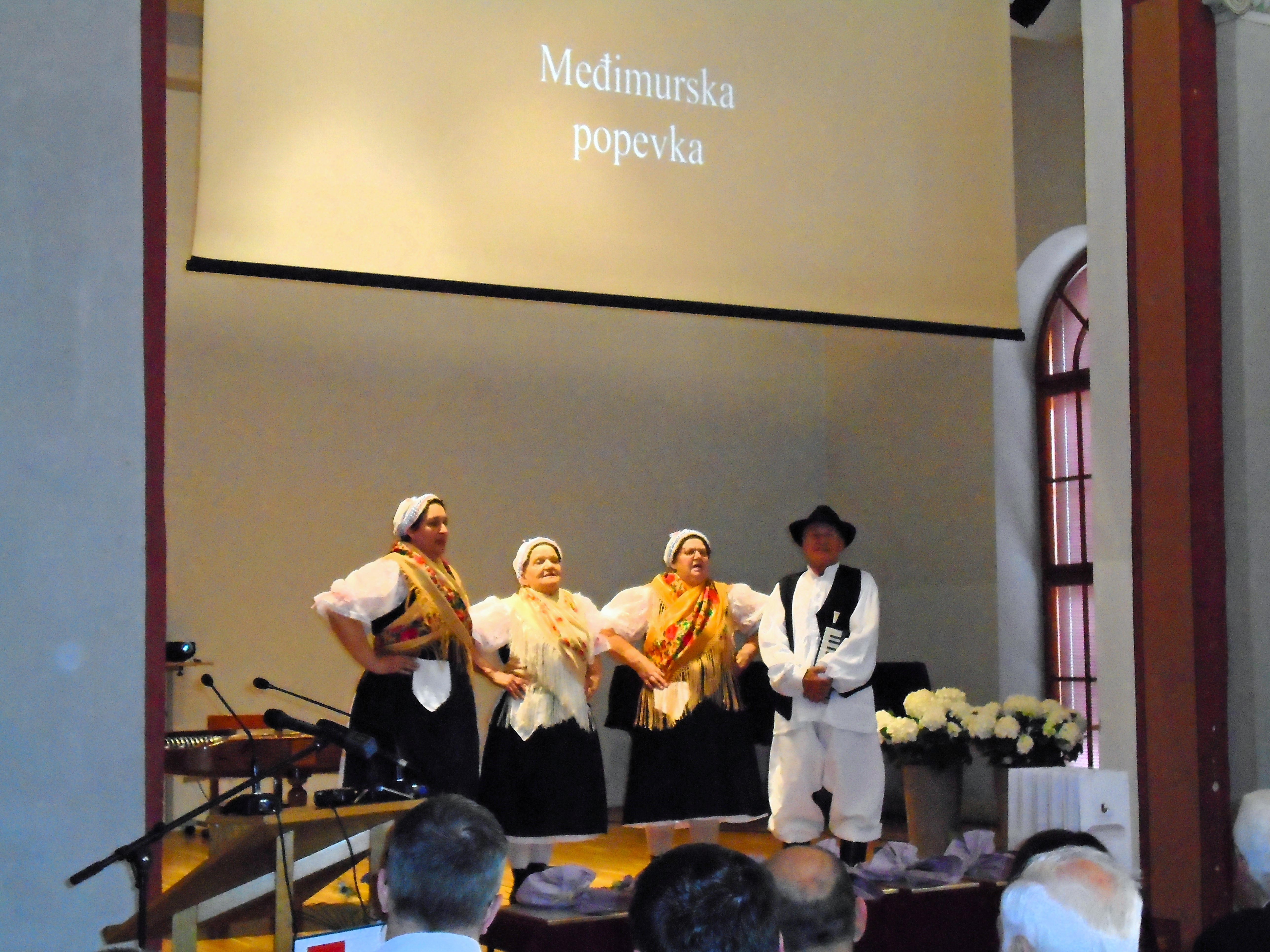
Sänger der Međimurska popevka in traditionellen Trachten bei der Zeremonie anlässlich ihrer Erklärung zum immateriellen Weltkulturerbe unter dem Schutz der „UNESCO“

## Folklore
In der Međimurje ist Međimurska popevka, eine Art des Volksliedes, weit verbreitet. Melodien und Lyrik beschreiben humoristische, fröhliche und melancholische Themen ebenso wie Religiöses. Bereits die Kinder werden herangeführt, und die Lieder werden in allen Lebenslagen gesungen, allein oder in Gruppen, bei säkularen und kirchlichen Veranstaltungen. Međimurska popevka wurde 2018 in die UNESCO-Liste des immateriellen Kulturerbes der Menschheit aufgenommen.